# Università telematica San Raffaele
L'Università degli Studi di Roma "San Raffaele" è un'università telematica privata italiana, con sede legale a Roma, istituita nel 2006 e riconosciuta dal MUR.

## Storia
L'Università Telematica Internazionale fu promossa da Unitel S.r.l., che al momento della costituzione vedeva fra i soci Tosinvest Italia s.a.s. (società della famiglia Angelucci, con il 60% delle quote), Claudio Cerruti (20%, che ricopriva la carica di amministratore unico), la Fondazione Renato Dulbecco (18%), Fininvest Gestione Servizi S.p.A. (8%) e Mediolanum comunicazione (8%). All'8 maggio 2006 risale il riconoscimento legale dell'università telematica da parte del Ministero dell'Università e della Ricerca, che autorizzò la contestuale istituzione dei corsi di laurea in infermieristica (con l'Università di Pisa), scienze motorie, scienze della nutrizione e gastronomia, e design della moda.
In seguito all'acquisizione da parte del Gruppo San Raffaele S.p.A., nel 2011 l'ateneo assunse il nome attuale e trasferì la sede legale da Milano a Roma. Il modello didattico adottato è quello dell'e-Learning, e prevede lo svolgimento degli esami in presenza, anche presso una delle numerose sedi decentrate.

## Struttura organizzativa
L'università è costituita da un unico dipartimento che eroga corsi di laurea e di laurea magistrale relativi alle scienze motorie, alle scienze della nutrizione, al design della moda e alle discipline manageriali, oltre a master e corsi di formazione e di perfezionamento. 
In base allo statuto, i principali organi dell'università sono:
- il presidente, designato dalla proprietà, che ha la rappresentanza legale dell'ateneo;
- il rettore, nominato dal consiglio di amministrazione;
- il consiglio di amministrazione, costituito da tre a nove membri, tra i quali il presidente, il rettore e ulteriori consiglieri nominati dalla proprietà e da essa revocabili; esso sovraintende alla gestione amministrativa, finanziaria, economica e patrimoniale e nomina il rettore, il direttore generale, e i direttori di dipartimento;
- il senato accademico, costituito dal rettore, dal direttore di dipartimento e dai presidenti dei corsi di studio, che coordina l'attività di ricerca e sostiene l'attività didattica.

### Rettori
- Alberto Albertini
- Giuseppe Rotilio
- Enrico Garaci
- Vilberto Stocchi